# У Бо
У Бо (кит. 吳波, пиньинь Wú Bō; 1906, Цзинсянь, Нингоская управа, провинция Аньхой, империя Цин — 21 февраля 2005, Пекин, КНР) — китайский государственный деятель, министр финансов КНР (1979—1980).

## Биография
Участник Второй Японо-китайской войны, был одним из руководителей управления снабжения армии. Член КПК с сентября 1941 года.
В 1949 году был назначен заместителем министра финансов КНР.
В 1979—1980 годах — министр финансов КНР. На этом посту предложил новый подход к классификации доходов и расходов, что способствовало реформированию и развитию государственных предприятий, проведению реформ и большей открытости национальной экономики.
После выхода на пенсию в 1980 году был назначен советником казначейства.
Умер 21 февраля 2005 года из-за болезни в Пекине в возрасте 99 лет.